# 20 años (álbum de Gian Marco)
20 años es el decimocuarto álbum del cantautor peruano Gian Marco.
Este CD fue hecho para celebrar sus 20 años de vida artística. Son 20 canciones, cuales 18 son antiguas pero grabadas otra vez, con un cambio y dos canciones inéditas "Invisible" y "En Otra Vida". La canción "Invisible" fue compuesta por Gian Marco y Amaury Gutiérrez.
Por este disco recibió tres nominaciones en la 13.ª edición de los Premios Grammy Latinos: Mejor Álbum Cantautor y Canción del Año (por "Invisible"). Gian Marco ganó la primera categoría.
En 2013, fue nominado a los Premios Oye! en las categorías: Álbum en Español del Año, Canción en Español del Año (por "Invisible") y Solista Masculino.

## Sencillos y Videos
En agosto se estrenó el videoclip del tema Invisible, estelarizado por la actriz Mónica Sánchez.

### Videoclips
1. «Invisible»

## Listado de canciones
Todas las canciones fueron compuestas por Gian Marco.
| 20 Años |                             |          |  |
| N.º     | Título                      | Duración |  |
| 1.      | «Canción de amor»           | 4:07     |  |
| 2.      | «No puedo amarte»           | 3:33     |  |
| 3.      | «Parte de este juego»       | 4:54     |  |
| 4.      | «Invisible»                 | 4:04     |  |
| 5.      | «Sé Que Piensas en Mí»      | 5:00     |  |
| 6.      | «Fragilidad»                | 3:49     |  |
| 7.      | «Sentirme vivo»             | 3:26     |  |
| 8.      | «Se me olvidó»              | 4:20     |  |
| 9.      | «Te mentiría»               | 5:00     |  |
| 10.     | «Retrato»                   | 3:50     |  |
| 11.     | «Lamento»                   | 4:24     |  |
| 12.     | «Resucitar»                 | 4:23     |  |
| 13.     | «Lejos de ti»               | 3:27     |  |
| 14.     | «Al otro lado de la luna»   | 4:08     |  |
| 15.     | «Hoy»                       | 4:40     |  |
| 16.     | «En otra vida»              | 3:22     |  |
| 17.     | «Hasta que vuelvas conmigo» | 3:29     |  |
| 18.     | «Canta corazón»             | 3:56     |  |
| 19.     | «Dime dónde»                | 4:18     |  |
| 20.     | «Días nuevos»               | 4:07     |  |
| 80:02   |                             |          |  |

## Premios y nominaciones

### Premios Grammy Latinos
| Año  | Trabajo nominado                       | Categoría             | Resultado |
| ---- | -------------------------------------- | --------------------- | --------- |
| 2012 | 20 Años                                | Mejor Álbum Cantautor | Ganador   |
| 2012 | "Invisible" (junto a Amaury Gutiérrez) | Canción del Año       | Nominado  |

### Premios Oye!
| Año  | Trabajo nominado | Categoría                  | Resultado |
| ---- | ---------------- | -------------------------- | --------- |
| 2013 | 20 Años          | Álbum en Español del Año   | Nominado  |
| 2013 | "Invisible"      | Canción en Español del Año | Nominado  |
| 2013 | Él mismo         | Solista Masculino del Año  | Nominado  |